# Bolsa de Dívida e Valores de Angola
Die Bolsa de Dívida e Valores de Angola (BODIVA, portugiesisch für: Börse für Schuld- und Wertpapiere von Angola; Englisch: Angola Debt and Stock Exchange) ist eine Wertpapierbörse in Angola mit Sitz in der Hauptstadt Luanda. Sie wurde am 2. Juli 2014 gegründet und handelt in der Landeswährung Kwanza. Ende Februar 2025 wurden insgesamt 374 Titel an der BODIVA gehandelt, davon 3 Aktien und 371 Anleihen und öffentliche und private Schuldtitel. Weitere Privatisierungen und Börsengänge sollen bis Mitte 2025 wichtige neue Impulse für die Entwicklung der Börse bringen, zu nennen insbesondere Unitel (Telekommunikation), BFA (Bank) und ein Großteil der 49-prozentigen Staatsbeteiligung an der angolanischen Niederlassung der südafrikanischen Standard Bank, die seit 2010 in Angola präsent ist.

## Geschichte

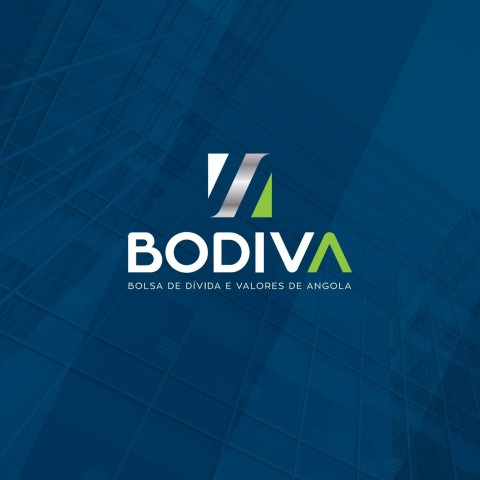
Offizielles Logo der BODIVA

Die erstmals im Jahr 2006 angekündigte Börse sollte im ersten Quartal des Geschäftsjahres 2008 eröffnen, obwohl Aguinaldo Jaime im August 2008 ankündigte, dass die Einführung „eine Aufgabe für die nächste Regierung … vielleicht Ende 2008 oder Anfang 2009“ sei.
Teilweise aufgrund der Auswirkungen der internationalen Finanzkrise hat sich die damalige Absicht, die Angola Stock Exchange BODIVA Anfang 2009 zu eröffnen, weiter verzögert. Es gab Hinweise darauf, dass die Eröffnung für 2010 geplant war und die Absicht bestand, zehn Unternehmen an die Börse zu bringen. Im Juli 2013 sagte Archer Mangueira, Vorsitzender der Kapitalmarktkommission von Angola jedoch, dass das Land plane, den Handel an der Angola Stock Exchange im Jahr 2016 aufzunehmen. Am 19. Dezember 2014 startete der Kapitalmarkt initial. BODIVA (Angola Securities and Debt Stock Exchange, auf Englisch) erhielt den sekundären Markt für Staatsanleihen und es wurde erwartet, dass der Markt für Unternehmensanleihen bis 2015 eröffnet würde, aber der Aktienmarkt dürfte erst 2016 Realität werden können.
Im Jahr 2023 erreichte die BODIVA ein Rekord-Handelsvolumen von 7,6 Mrd. Kwanza, beeinflusst vor allem durch Emissionen aus der Unternehmensgruppe der Sonangol und durch einen verstärkten Handel mit Schuldtiteln durch die Staatskasse. 2024 fiel das Handelsvolumen auf 6,05 Mrd. Kwanza.
Am 10. Dezember 2024 verkaufte der angolanische Staat 30 % der Aktien der BOVIDA im Rahmen seines Privatisierungsprogramms. Der Anfangskurs für die 180.000 Titel wurde mit 13.259 Kwanza fixiert. Von den 2.755 Kaufordern wurden 2.198 bedient, darunter 1.869 neue Erstakteure an der Bovida. Der Handel mit den Bovida-Aktien begann am 11. Dezember 2024.
Nach vier Jahren schied der bisherige Leiter der BODIVA, Walter Pacheco, aus. Als Nachfolgerin, zunächst übergangsweise, wurde Cristina Lourenço ernannt, die Tochter des Staatspräsidenten João Lourenço, die bereits seit vier Jahren in der Geschäftsführung saß und als dienstältestes Führungsmitglied berufen wurde. Ihre Ernennung sorgte für Aufsehen und wurde oft kritisch aufgenommen, da sich viele an die Ernennung von Präsidententochter Isabel dos Santos als Leiterin des staatlichen Ölkonzerns Sonangol und ihr Ausscheiden 2017 nach Korruptionsvorwürfen erinnert fühlten.

## Mitgliedschaften
Die Börse ist Mitglied in:
- African Securities Exchanges Association